# لاکشی‌پور
لاکشی‌پور (به لاتین: Lakshmipur) یک منطقهٔ مسکونی در بنگلادش است که در ناحیه لاکشیم‌پور واقع شده‌است. لاکشی‌پور ۱۹٫۴ کیلومتر مربع مساحت و ۸۳٬۱۱۲ نفر جمعیت دارد.